# Antónis Benákis
Pour les articles homonymes, voir Benakis.
Antónis Benákis (en grec : Αντώνης Μπενάκης 1873-1954) est un collectionneur d’art et fondateur du Musée Benaki à Athènes, Grèce. Il est le fils d'Emmanuel Benákis et le frère de Penelope Delta.